# Birgit Rockmeier
Birgit Rockmeier (Moosburg an der Isar, Alemania, 29 de noviembre de 1973) es una atleta alemana, especialista en la prueba de 4 x 100 m, en la que ha logrado ser campeona mundial en 2001.

## Carrera deportiva
En el Mundial de Edmonton 2001 ganó la medalla de oro en el relevo 4 x 100 metros, con un tiempo de 42.32 segundos, por delante de Francia y Jamaica, siendo sus compañeras de equipo: su hermana gemela Gabi Rockmeier, Melanie Paschke y Marion Wagner.